# Buffy the Vampire Slayer Roleplaying Game
Buffy the Vampire Slayer Roleplaying Game è un gioco di ruolo ispirato alla serie televisiva Buffy l'ammazzavampiri prodotto nel 2002 dalla Eden Studios che, contemporaneamente, ne ha anche prodotto uno a esso complementare, Angel Roleplaying Game, basato invece sullo spinoff della serie, Angel. Entrambi i regolamenti usano la versione cinematica del regolamento generico Unisystem. Angel ha vinto l'Origins Award per il Best Roleplaying Game del 2003.
I giocatori possono assumere il ruolo di personaggi delle rispettive serie televisive o creare personaggi originali, creando così un proprio Buffyverse.
Entrambi i giochi hanno ricevuto un buon giudizio di critica per il loro elegante e semplice regolamento e il loro sistema di "punti dramma" che permette ai giocatori un maggior controllo sul flusso degli eventi, permettendo loro trame complesse e altri sviluppi.

## Storia editoriale
George Vasilakos e Alex Jurkat (della Eden Studios) riuscirono a ottenere riuscì a ottenere la licenza per produrre un gioco di ruolo basato su Buffy, dalla Donrus Playoff, editori del gioco di carte collezionabili Buffy the Vampire Slayer CCG grazie anche l'aiuto di Christian Moore della Last Unicorn Game. La licenza venne annunciata il 21 dicembre 2001 e venne pubblicato in estate in tempo per Origins. Il gioco fu un ottimo successo per lo studio e per un certo periodo di tempo superò le vendite della sua linea principale, All Flesh Must Be Eaten.
Sull'onda di questo successo l'Eden Studios pubblicò ulteriori giochi di ruolo basati su licenze, Angel RPG (C.J. Carella, 2003), Army of Darkness (Shane Lacy Hensley, 2005) basato sull'omonimo film (in italia L'armata delle tenebre), e poté portare avanti progetti rimasti in sospeso da anni, come Armageddon: The End Times (C. J. Carella, 2003), un possibile futuro per WitchCraft) o Terra Primate (C.J. Carella, David F. Chapman, Al Bruno III, Patrick Sweeney, 2003) un gioco di ruolo incentrato su scimmie intelligenti, ispirato ai film della serie de Il pianeta delle scimmie)
Comunque in seguito alla chiusura della serie televisive nel 2003 (Buffy) e nel 2004 (Angel) e alla crisi del mercato dei giochi di ruolo successiva al periodo di boom del d20 System, le due linee divennero molto meno redditizie e nel 2006 la Eden Studios decise di terminare la licenza.
Nel 2006 l'Eden Studios annunciò che, in seguito alla scadenza della licenza con la Fox, avrebbero cessato la produzione di nuovi manuali o supplementi per i due giochi e che il supporto sarebbe proseguito sui forum online e sul sito web.
Allo scadere della licenza, alcuni prodotti annunciati rimasero inediti, tra questi Angel RPG: Character Journal (un prodotto che avrebbe dovuto essere simile al Buffy RPG: Character Journal, Angel RPG: Investigator's Casebook, un supplemento sul sistema legale americano e  Welcome to Sunnydale. A questi si aggiunge, secondo Phil Masters, anche il supplemento Tea and Crossbows, un supplemento sull'organizzazione degli osservatori che gli era stato commissionato e che aveva consegnato poco prima della perdita della licenza.

## Regolamento di gioco
Il regolamento di gioco è una variante della versione "classica" dell'Unisystem usato in WitchCraft e in All Flesh Must Be Eaten, generalmente detta "cinematica".
Le abilità base sono ridotte a solo diciassette, molte con nomi irriverenti o umoristici, riflettendo lo stile del Buffyverse, per esempio l'abilità "Getting Medieval" (per il combattimento corpo a corpo), "Gun Fu" (per l'uso di armi da fuoco) e Mr. Fix-It (per lavori e riparazioni meccaniche). Questo insieme base può essere espansa mediante l'uso di abilità "Wild Card" che permettono a un giocatore di possedere capacità, talenti o aree di esperienza per il loro personaggio, che non sono adeguatamente coperte dalle regole esistenti.

### Personaggi
Buffy
Ci sono tre tipi di personaggio in Buffy RPG, sebbene solo i primi due siano considerati appropriati per la maggior parte delle campagne.
Il tipo inerentemente meno potente è il "White Hat" ("Bianco cappello"), un personaggio di supporto simile a Xander Harris o Willow Rosenberg all'inizio della serie. Per poter eccellere veramente in un'area di interesse, questi personaggi devono frequentemente concentrarsi su talenti e abilità specifiche, come l'intelligenza e l'interesse per i computer e la magia di Willow. Devono anche prestare molta cura nei combattimenti. Per poter compensare queste relative debolezze, i White hat ricevono alla creazione punti dramma aggiuntivi e possono usare punti esperienza per comprarli, ad un rapporto 1:1, mentre gli Hero e gli Experienced Hero, devono spendere due punti esperienza per un punto dramma. Perciò un White Hat può, permettersi di spendere punti dramma più liberamente, incrementando la sua probabilità di sopravvivenza. Comunque secondo le regole i White Hat perdono il loro "sconto" sull'acquisto di punti dramma una volta raggiunto un certo livello di potere ed esperienza.
Il tipo di personaggio "Hero" rappresenta personaggi come Buffy stessa, Spike o Riley Finn. Questi personaggi possiedono più talenti (sia innati, sia ottenuti dopo anni di addestramento), più esperienza e capacità sovrannaturali maggiori (se possedute). Pertanto ricevono più punti da spendere alla creazione su attributi, abilità e qualità. Comunque il numero massimo di punti dramma che possono accumulare è solo la metà di quello disponibile a un White Hat e pagano il doppio di punti esperienza per comprarli.
Infine l'"Experienced Hero" rappresenta Buffy, Faith o altri protagonisti della serie nelle sue ultime stagioni, sono personaggi potenti, abili, che hanno avuto molte esperienze. Un Experienced Hero riceve più punti attributi e qualità e una riserva maggiore di punti abilità.
Angel
Il gioco di ruolo di Angel presenta tre tipi di personaggio, Investigator, Champion e Veteran ("Investigatore", "Campione" e "Veterano"), in linea generale comparabili alle loro controparti in Buffy. Comunque per meglio rappresentare il fatto che i personaggi nella serie Angel hanno maggiore esperienza di quelli in Buffy, tutti i personaggi ricevono più punti abilità (dieci punti extra, eccetto per i Veteran che ne ricevono solo cinque in più) e altri miglioramenti che li mettono alla pari con i personaggi della serie.
Ricompense e sviluppo dei personaggi
Come in altri giochi di ruolo i personaggi si sviluppano e migliorano guadagnando e spendendo punti esperienza. Questi sono assegnati dal director ("regista", il nome del master in Buffy e Angel) che di solito li distribuisce a tutti i personaggi come ricompensa per aver completato un'avventura, per una buona interpretazione, soprattutto quando un personaggio è costretto a confrontarsi con i propri problemi emotivi (solitamente definiti dai difetti), affronta sviluppi o notizie sgradevoli e inaspettati o migliora i rapporti di amicizia o le relazioni romantiche.
Ricompense aggiuntive possono essere fornite sotto forma di punti dramma, sebbene i giocatori possano spendere punti esperienza per ricevere punti dramma aggiuntivi, questi possono essere attribuiti direttamente dal regista come ricompensa per un'interpretazione eccezionale o come consolazione dopo un evento difficoltoso o tragico, che può avere un impatto profondo sul personaggio coinvolto.

## Pubblicazioni

### Buffy the Vampire Slayer Roleplaying Game
Sono stati pubblicati i seguenti manuali:
- Timothy S. Brannan, Andrew Cairns, C.J. Carella, Paul Chapman, Robert Fletcher, M. Alexander Jurkat, James Wilber, Marianne Wilber (2002). Buffy the Vampire Slayer RPG: Core Rulebook. ISBN 1-891153-88-9. Vincitore del Best Graphic Design, Best Licensed Product, Best RPG-Related Short Fiction (per il racconto The Waiting di Christopher Golden) e candidato per il Best RPG Runner-Up del Pen & Paper Award[7]

È il manuale base, contiene le regole e introduzione all'ambiente e ai personaggi. Include inoltre un'appendice dedicata alla serie, che descrive lo stile di dialogo e lo slang dello spettacolo, delinea le differenze tra lo stile classico e cinematico dell'Unisystem, tabelle e sommari dei concetti importanti e infine un glossario e indice. È inclusa anche l'avventura Sweeps Week, e i suggerimenti per espanderla in una campagna completa in cui il cattivo finale è un Djinn.
Il manuale venne originariamente pubblicato anche in un'edizione limitata di sole 1 000 copie (ISBN 1-891153-92-7) con una copertina finto cuoio color crema, logo di Buffy serigrafato in rosso e segnalibro in tessuto rosso.
Nel 2005 venne pubblicata una versione rivista del regolamento, il Revised Core Rulebook (ISBN 1-933105-10-0) che incorpora gli errata pubblicati, aggiorna alcune regole per allineare Buffy RPG a Angel RPG e aggiorna i personaggi e gli avversari alla sesta e settima stagione della serie.
- C. J. Carella (2002). Slayer's Handbook. ISBN 1-891153-89-7. Supplemento con nuove qualità, difetti e archetipi. Discute inoltre ambientazioni alternative e suggerimenti per ambientazioni alternative in periodi storici o località diverse o anche in realtà parallele. Tre ambientazioni alternative sono descritte in dettaglio. Infine è inclusa l'avventura The Chosen Two, che può essere usata per continuare la Djin Season. Come per il manuale base venne pubblicata in un'edizione limitata, con copertina in finta pelle blu, logo serigrafato e segnalibro in tessuto rosso.

Il titolo fa riferimento sia al Slayer's Handbook che verrebbe usato dai guardiani per addestrare le cacciatrici, anche se Giles non l'usò perché pensava che Buffy non avrebbe appreso da un libro, sia al Player's Handbook, il manuale base per i giocatori di Dungeons & Dragons
- Thom Marrion (2003). Monster Smackdown. ISBN 1-891153-90-0.

Un supplemento che descrive in dettaglio vampiri, demoni e altri avversari, espandendo e aggiornando la lista di avversari e approfondendo diverse abilità sovrannaturali. Introduce anche alcune creature sovrannaturali come possibili personaggi giocanti, tra cui il troll. Come i precedenti libri di questa linea contiene una nuova avventura, The Once and Future HST, nuovo episodio della campagna basata sul Djin.
Anche questo manuale venne pubblicato in un'edizione limitata (ISBN 1-891153-90-0) con una copertina in finto cuoio nera, serigrafia "Evil" in rosso e segnalibro in tessuto rosso.
- Director's Screen. ISBN 1891153919.

schermo del master, abbinato a un libretto di 56 pagine contenente suggerimenti per il master e tre avventure per la campagna Djin.
- John Snead. The Magic Box. ISBN 1-891153-94-3

Manuale che espande le regole per incantesimi e incantatori, aggiunge nuove abilità e difetti mistici e psichici e presenta due nuovi archetipi: l'Incantatore, che può creare oggetti magici, come spade benedette o guanti che scagliano fulmini e il superscienziato (come per esempio Warren Mears). Include l'avventura Orpahn Trouble, non inserita nella Djin Season, ma modificabile per essere comunque usata in quella campagna. Pubblicato come manuale a copertina morbida senza un'edizione limitata corrispondente.
- Character Journal. ISBN 1-891153-57-9

Versione espansa della scheda personaggio fornita con il gioco è un libretto di 16 pagine con spazi per registrare le statistiche dei personaggi, la sua storia, l'esperienza guadagnata e come è stata spesa e le imprese memorabili. A differenza di altri prodotti della linea non comprende un'avventura pronta.

### Angel Roleplaying Game
- C. J. Carella (2003). Angel RPG: Corebook. ISBN 1-891153-97-8

Sebbene presentata come una linea di giochi distinta, l'Angel Role-playing Game è completamente compatibile con Buffy the Vampire Slayer RPG. Le regole sono praticamente identiche, ma i giocatori ricevono un maggior numero di punti per creare i loro personaggi e possono comprare qualità e difetti sovrannaturali potendo così creare personaggi che vanno dagli psichici ai demoni. Il manuale presenta anche le regole per gestire e descrivere organizzazioni, in modo da agevolare il master e i giocatori nel definire facilmente e rapidamente le risorse, l'influenza e gli obblighi associati a un dato gruppo, incluso potenzialmente il gruppo dei personaggi stessi.
Descrive i descrive i personaggi e gli avversari fino alla fine della tersa stagione, così come Los Angeles, concentrandosi con gli aspetti fittizi della serie. Infine il manuale comprende un'avventura pronta Blood Brothers, che offre una trama e un tono generale più reminiscente del tono più cupo di Angel.
Nel 2003 venne pubblicata un'edizione limitata in 500 copie (ISBN 1-891153-99-4), con una copertina in finto cuoio nero, un log "Angel" serigrafato e segnalibro in tessuto.
Questo manuale vinse l'Origins Awards per Best Role-Playing Game nel 2003 e il Pen & Paper Award per Best Graphic Design e Best Licensed Product nel 2003 e fu candidato per il Pen & Paper Award per il Best RPG 2003.
- C. J. Carella (2004). Angel RPG: Director's Screen. ISBN 1-891153-98-6.

Schermo del master abbinato a un libretto di 32 pagine contenente suggerimenti, consigli, tabelle aggiuntive e la parte conclusiva dell'avventura contenuta nel manuale base, "Blood Brothers, Part Two.